# التوأم الثلاثي دن
التوائم الثلاثي دن «زوي»، «صوفي» و«إيما»، من مواليد 30 أبريل 2000م. ثلاثة توائم مكفوفين الوحيدين المعروف في العالم جميعهن من الصم والمكفوفين بسبب ولادتهم. من السابق لأوانه للغاية والأشهر القليلة الأولى من الحياة.

## روابط خارجية
- "Dr. Phil.com  - Shows - Silent Darkness". drphil.com. مؤرشف من الأصل في 2016-03-19. اطلع عليه بتاريخ 2014-06-27.